# Eupithecia falkneri
Eupithecia falkneri là một loài bướm đêm trong họ Geometridae.